# Monteroni di Lecce
Monteroni di Lecce es una localidad italiana de la provincia de Lecce, región de Puglia, con 13.887 habitantes.

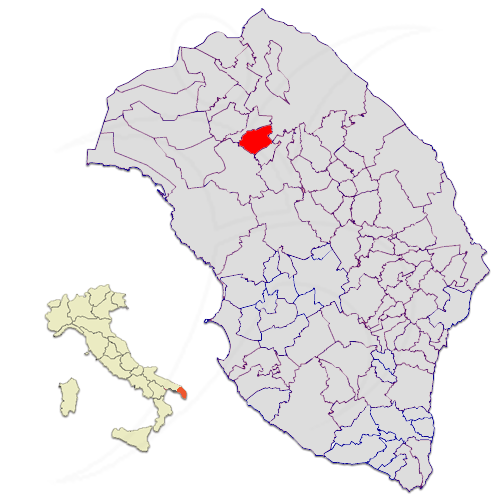
Ubicación de la ciudad de Monteroni di Lecce dentro de la provincia de Lecce.

## Evolución demográfica
| Gráfica de evolución demográfica de Monteroni di Lecce entre 1861 y 2001 |
|                                                                          |
| Fuente ISTAT - elaboración gráfica de Wikipedia                          |